# Mahjong
Mahjong ili Mah-jongg (麻將, májiàng) je igra s pločicama za četiri ili tri igrača. Nastala je u Kini sredinom 19. stoljeća. Veoma je raširena u Istočnoj i Jugoistočnoj Aziji i djelomično je popularna u Europi i Sjevernoj Americi.
Mahjong se igra sa setom od 144 pločice na kojima se nalaze kineski znakovi i simboli. Iako neke regionalne verzije igre koriste različiti broj pločica, u većini verzija ove igre svaki igrač započinje igru tako da dobije 13 pločica. U krugu igrači dijele i bacaju pločice dok se krug ne završi s četrnaestim dijeljenjem da bi se formirale četiri skupine pločica (rezultat) i jedan par (glava). Postoje poprilično ustaljena pravila kako pločicu ukrasti od protivnika i pobijediti, kako koristiti jednostavne (numerirane) i časne (vjetrovi i zmajevi) pločice, kako dijeliti i igrati. No, u igri postoji mnogo regionalnih pravila, primjerice sustav bodovanja i minimalno jedna ruka dovoljna za pobjedu značajno variraju ovisno o pravilima koja se primjenjuju.

## Povijest

### Kina
Jedan od mitova o postanku Mahjonga govori o tome kako je kineski filozof Konfucije razvio igru 500 pr. Kr. Tri zmaja (glavni dijelovi) u skladu su s tri glavne vještine o kojima je govorio Konfucije. Hong Zhong (srednje crvene), Fa Cai (napredak) i Bai Ban (bijela ploča) predstavljaju dobronamjernost, iskrenost odnosno poštovanje prema obitelji.
U legendi se također navod da je Konfucije bio ljubitelj ptica što može objasniti postanak imena igre Mahjong - maque = vrabac.
Mnogi povjesničari vjeruju da je Mahjong temeljen na kineskoj krataškoj igri zvanoj Madiao koja potječe iz vremena rane dinastije Ming. Madiao se igrao s 40 papirnatih karata koje su izgledale slično onima koje su se koristile u igri Ya Pei. Četrdeset karata numerirano je brojevima od 1 do 9 u četiri različite boje zajedno s četiri dodatne, cvjetne karte. Ovo je slično današnjem numeriranju Mahjong pločica, iako on ima samo tri boje i u praksi koristi četiri seta karata Ya Pei.
I dalje postoje debate o tome tko je osmislio igru. Po jednoj teoriji igru su, da bi skratili vrijeme, osmislili kineski vojnici koji su služili tijekom Taipinškog ustanka. Prema drugoj teoriji, igru je stvorio jedan pripadnik višeg društvenog sloja iz Šangaja između 1870. i 1875. Neki vjeruju da su dvojica braće iz Ningpoa utemeljila igru oko 1850. na temeljima igre Madiao. 
Ovu igru Vlada NR Kine zabranila je prilikom preuzimanja vlasti 1949. Nova komunistička vlada zabranila je sve oblike kockanja koji su označeni kao simbol kapitalističke korumpiranosti. Nakon Kulturalne revolucije Mahjong se nanovo vratio, ali bez kockarskih elemenata te je zabrana ukinuta 1985. Mahjong je danas jedna od glavnih razbibriga diljem Kine, kao i u zajednicama u kojima se priča kineski jezik.

### Zapad
Američki antropolog Stewart Culin u svom je radu, napisanom 1895., spomenuo Mahjong. To je po prvi put da se ta riječ spomenula u nekom drugom jeziku, a da nije kineski. Do 1910. bilo je sve više zapisao o Mahjongu na mnogo jezika, uključujući francuski i japanski.
Igra je ušla i u SAD 20-tih godina prošlog stoljeća. Prve Mahjong setove u SAD-u prodali su Abercrombie & Fitchstarting 1920. Bio je to veliki uspjeh u Washingtonu i suvlasnik kompanije Ezra Fitch poslao je ljude u kineska sela da kupe sve Mahjong setove koje su mogli pronaći. Kompanija je ukupno prodala 12 000 setova.
Također je 1920. Joseph Park Babcock izdao svoju knjigu Pravila Mah-Jongga, poznatu i kao crvena knjiga. Babcock je Mahjong naučio tijekom svog života u Kini. Njegova pravila pojednostavila su igru i učinila je lakšom za Amerikance. Njegova verzija bila je poznata kao Mahjong groznica 20-tih godina prošlog stoljeća. Kasnije, kada je groznica iščeznula, mnoga Babcockova pojednostavljenja su napuštena.
Igri su se kasnije nadijevala mnoga imena u marketinške svrhe, primjerice Pung Chow i Igra tisuću inteligentnih. Noći Mahjonga u SAD-u katkada uključuju da se sudionici obuku u tradicionalnu kinesku odjeću ili da urede prostorije u kineskom stilu. Nekoliko uspješnica snimljeno je tijekom groznice Mahjonga poput jedne od najpoznatijih pjesama koju pjeva Eddie Cantro Since Ma Is Playing Mah Jong.
Tijekom ovog razdoblja razvile su se mnoge varijante Mahjonga. Do 30-tih godina prošlog stoljeća napravljeno je mnogo izmjena pravila koje su se odmaknule od Babcockove klasične verzije (uključujući i neke koje se smatraju osnovnim u ostalim varijantama, poput standardne ruke). Najuobičajenija verzija koja je i postala Američki Mahjong, bila je najpopularnija među Židovkama. Standardizacija igre došla je utemeljenjem Državne Mah Jongg lige 1937. zajedno s prvim pravilnikom za američki Mahjong - Maajh: Američka verzija drevne kineske igre.
Mnogi smatraju da je moderna američka verzija samo ponovljeno izdanje židovskog načina igre, s obzirom na to da je mnogo američkih igrača Mahjonga židovskog podrijetla. Državnu ligu utemljeili su židovski igrači i ona se smatra židovskom organizacijom. Državna liga je 1986. odlučila organizirati Mah Jongg turnir diljem zemlje u suradnji s organizacijom Mah Jongg Madness. Prije tri godine obilježena je 25. godišnjica s igračima iz SAD-a i Kanade.
Posljednjih godina osnovana je i druga organizacija - Američko udruženje za Mah Jongg. To udruženje trenutno je domaćin turnirima diljem Sjeverne Amerike, a jedan od najboljih događaja bio turnir u Trump Taj Mahal Casino odmaralištu u Atlantic Cityju, u američkoj saveznoj državi New Jersey.
Britanski autor Alan D. Millington popularizirao je klasičnu kinesku igru 20-tih godina prošlog stoljeća sa svojom Knjigom o Mah-jonggu (1977.). Ovaj priručnik uključuje formalna pravila igre.
Igra s kartama objavljena je službeno od strane Britanskog konzularnog djelatnika Williama Henryja Wilkinsona, autora knjige Podrijetlo kartaških igara u Kini, pod nazivom Khanhoo.
Istraživač igara David Parlett objavio je u rad u kojem tvrdu da su zapadnjačke kartaške igre poput conquiana ili remija zapravo izvedenice Mahjonga. Sve te igre uključuju izvlačenje i bacanje karata da bi se pobijedilo.

### Trenutni razvoj
Mnogo je državnih tijela koje katkada priređuju natjecanja i turnire za moderni i tradicionalni Mahjong.
Od 2010. Mahjong je najpopularnija igra u Japanu. Od 2008. Naovamo u Japanu je otprilike 7,6 milijuna igrača Mahjonga te oko 8 900 salona za igru sa zaradom of 300 milijardi jena. Mnogi igrači smatraju da je igra izgubila na popularnosti te rade na tome da je nanovu uzdignu u visine. Postoji i nekoliko manga i anima (Saki i Agaki) prikazanih u dramatičnim i komičnim situacijama koje uključuju Mahjong. Od 80-tih godina prošlog stoljeća, stvoreno je na stotina automata za Mahjong u Japanu i arkadnih video-igara na internetu, uključujući  i stripovske verzije. Novi igrači danas se mogu zajedno umrežiti i u isto vrijeme igrati Mahjong.
Sam Hui o tome je napisao pjesmu, a mnogi hongkonški filmovi često u sebi sadrže scene igranja Mahjonga. Mnogi kockarski filmovi snimljeni su u Hong Kongu na tu tematiku te danas imamo u podžanr - Mahjong film.
Prema istraživanju iz 2007. predugo igranje Mahjonga može uzrokovati epileptički napad. Dosad u stručnim, medicinskim knjigama na engleskom jeziku prijavljeno je samo 23 takva slučaja povezanih s Mahjongom.
S druge strane, liječnička istraživanja pokazala su da u je Hong Kongu igra pomogla osobama koje pate od demencije i problema s kognitivnim pamćenjem što dovodi do razvoja Mahjonga kao terapije.